# Can Carreres (Viladamat)
Can Carreres és una casa al carrer de les Cases Noves núm. 6 del nucli urbà de la població de Viladamat (Alt Empordà), a la banda de ponent del terme i del nucli antic del poble i inclosa en l'Inventari del Patrimoni Arquitectònic de Catalunya. Edifici de planta irregular, format per dos cossos adossats, amb les cobertes de dues vessants de teula i distribuïts en planta baixa i dos pisos. La façana principal presenta un cos de dues plantes adossat a la banda de ponent. Presenta tres voltes rebaixades a la planta baixa i una galeria d'obertures rectangulars al pis. La part superior està coberta amb una terrassa amb barana d'obra treballada, a la que s'accedeix des de la segona planta de l'edifici. Per accedir al portal principal cal travessar la volta a l'extrem de llevant del cos adossat. Es tracta d'un portal rectangular, amb els brancals bastits amb carreus de pedra i la llinda plana. A la banda de llevant, la façana presenta un gran portal d'arc rebaixat emmarcat en pedra, amb la clau gravada amb la data 1880. Al pis hi ha dos balcons exempts, amb les llosanes motllurades i els finestrals de sortida rectangulars. A la segona planta, les finestres són d'obertura rectangular arrebossada. Al costat de llevant de la construcció hi ha una zona de jardí a la que s'accedeix a través d'un gran portal d'arc rebaixat adovellat, amb el coronament ondulant bastit amb maons. La construcció està arrebossada i pintada.